# 喜樂山
蒙特乔伊火车站（英語：Mount Joy Go Station）是位于加拿大安大略省萬錦市GO運輸网络的火车站和公交站。它位于萬錦市。

## 铰接交通

### GO交通
- 约克大学GO巴士服务；54路东端终点站（407号高速公路东服务、万锦-407号高速公路巴士总站支线）
- 70和71路（斯托夫维尔GO火车-巴士服务）提供非高峰时段和反高峰时段服务。

### 约克地区交通局
- 18路Bur Oak东行至Cornell终点站，西行至Angus Glen社区中心[2] （深夜和周末无服务）
- 303路Bur Oak Express沿Bur Oak Avenue向东行驶至康奈尔社区，然后转为快车开往芬奇站。 [3] （仅限高峰时段，上午开往芬奇，下午从芬奇出发）
- 304路Mount Joy Express在车站西边和西南方向的社区运行，然后开往Finch车站。 [4] （仅限高峰时段，上午开往 Finch，下午从 Finch 出发）